# Stelis fremonti
Stelis fremonti är en biart som beskrevs av Cockerell 1925. Stelis fremonti ingår i släktet pansarbin, och familjen buksamlarbin. Inga underarter finns listade i Catalogue of Life.